# Juli Soló
Juli Soló (en llatí Julius Solon) va ser un senador romà que va accedir al senat des d'una posició molt humil, però que va fer molts diners i va comprar el rang a Cleandre el favorit de l'emperador Còmmode.
Va ser executat més tard per orde de l'emperador Septimi Sever al començament del seu regnat tot i que ell mateix havia fet aprovar al senat (a proposta del mateix Septimi) un decret que prohibia als emperadors condemnar a mort a un senador.